# Faucre

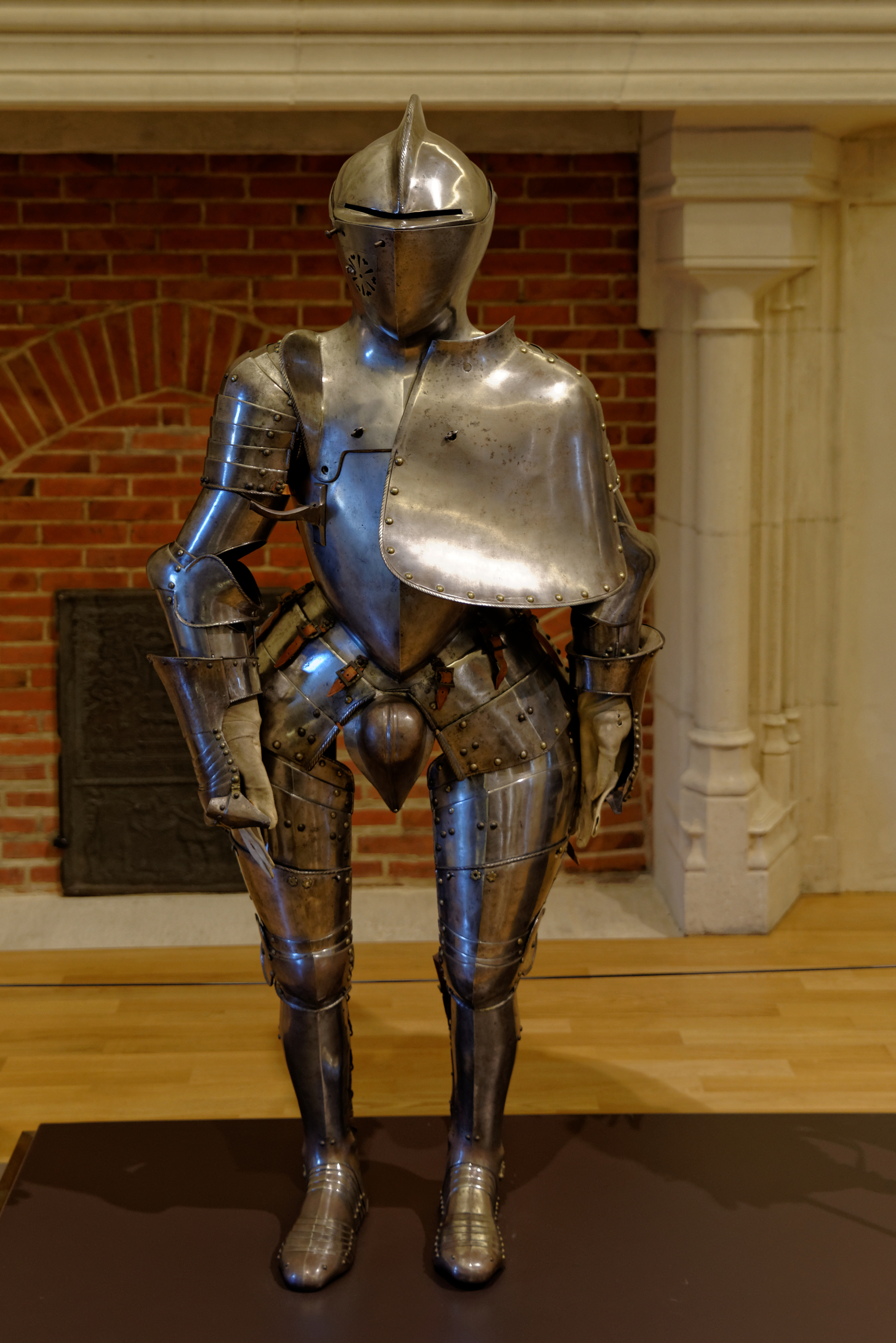
Armure de joute. On aperçoit le faucre sur le plastron droit.

Un faucre est un ergot métallique fixé au plastron d'une armure pour recevoir le bois de la lance lors des charges à cheval. Le volume du faucre dépend de la lourdeur de la lance. Ce crochet saillant était fixé sur le côté droit du plastron. Il était cependant gênant lors des combats à l'arme blanche. On le fit donc à charnière vers le milieu du XVe siècle de manière à pouvoir le relever. Plus tard, on y ajouta un ressort pour l'empêcher de retomber par son propre poids, puis on le vissa en travers.

## Sources
- Eugène Viollet-le-Duc, Dictionnaire raisonné du mobilier français de l'époque carlovingienne à la Renaissance, Paris, 1874, Faucre.

Sur les autres projets Wikimedia :
- faucre, sur le Wiktionnaire